# 証拠法
証拠法（しょうこほう、英: Evidence act）は、イギリス、オーストラリア、インド、マレーシア、アメリカ合衆国で、事実の立証、及び事実審理者（Trier of fact）がその真偽や存否を判断するための証拠の取扱いを規定した法律。

## 概要
証拠法は、コモンロー（判例法）を採用する国の司法において、裁判官などによる証拠の取捨選択の権限（裁量）を制限し、適切な証拠に基づく判断が行われるよう、また、証拠の取扱いに一定のルールを課すことで、判決や決定、審判や命令などの裁判結果の信頼性を確保できるよう、議会が作る法律によって設けられた。
また、法律や行政府が作る法令は一般的に、問題視されている事実や社会現象への対策として立案されることから、証拠法に基づく裁判と、国法の成立の原理は、同一である。